# 长苏石斛
长苏石斛（学名：Dendrobium brymerianum），为兰科石斛属下的一个植物种。